# معهد موسكو للطيران
معهد موسكو للطيران (بالروسية: Московский авиационный институт) تأسس في 1930 وهو واحد من المؤسسات التعليمية العليا للهندسة في موسكو. قدم خريجو المعهد ابتكارات عديدة في تقنيات الطيران والفضاء. تركز الجامعة على التعليم المعملي في العلوم التطبيقية والهندسة، لتحقيق الربط مع متطلبات صناعات الطيران والفضاء. خلال الحرب العالمية الثانية، نُقل جزء من الجامعة إلى ألماتي، كازاخستان، واستمر الطلبة وطاقم الجامعة في دراستهم وأبحاثهم ووضع التصميمات العسكرية خلال الحرب. في فترة ما بعد الحرب، توسع نشاط الجامعة لتضم الأبحاث في التقنيات الجديدة خلال عصر المحرك النفاث، وأجريت فيها أبحاث أسهمت في الجهود السوفيتية في عصر الفضاء.
خريجو الجامعة شكلوا عنصرًا رئيسيًّا في مكاتب التصميم السوفيتية - ولاحقًا الروسية - في قطاع الصناعات الجوية والفضائية، مثل ميكويان، سوخوي، إليوشن، توبوليف، ياكوفليف، بيريف، ألماز-أنتي وآخرون.
في مارس 2015، ضُم المعهد إلى جامعة موسكو التقنية الحكومية للطيران بمرسوم من وزارة التعليم والعلوم الروسية.